# Evita (Music From The Motion Picture)
Evita - Music from the Motion Picture è la colonna sonora del film Evita del 1996. L'album uscì in due versioni: una è la colonna sonora completa in due cd del film (Evita: The Complete Motion Picture Music Soundtrack, l'altra contiene una selezione dei brani del film (Evita: Music from the Motion Picture). Gli autori della colonna sonora sono Andrew Lloyd Webber e Tim Rice. Nel disco, oltre a Madonna, cantano gli altri protagonisti del film: Antonio Banderas, Jimmy Nail, Jonathan Pryce.

## Accoglienza
L'album riscosse molto successo negli Stati Uniti, dove venne certificato 5 volte disco di platino;
in molti paesi arrivò alla prima posizione delle classifiche, in Svizzera per 4 settimane, in Austria per 6 settimane; in Belgio, Francia, Germania e Italia conquistò la seconda; in Norvegia la terza; in Svezia, Canada e Australia la quinta; in Nuova Zelanda e Paesi Bassi la sesta.

## Singoli
Dal disco sono stati estratti tre singoli: Don't Cry for Me Argentina, Another Suitcase in Another Hall e You Must Love Me (canzone scritta da Webber e Rice appositamente per questa versione cinematografica del musical).
You Must Love Me è stato premiato con un Oscar per la migliore canzone e un Golden Globe.
Another Suitcase in Another hall uscì solo in Europa.
Un'altra canzone fu estratta: Buenos Aires - pubblicata solo per il mercato sudamericano in edizione limitata.

## Tracce

### Evita: The Complete Motion Picture Music Soundtrack

#### CD 1
1. A Cinema in Buenos Aires, 26 July 1952 – 1:20
2. Requiem for Evita – 4:16
3. Antonio Banderas, Madonna – Oh What a Circus – 5:44
4. Jimmy Nail – On This Night of a Thousand Stars – 2:44
5. Madonna, Jimmy Nail, Antonio Banderas, Julian Littman – Eva and Magaldi / Eva Beware of the City – 5:20
6. Madonna – Buenos Aires – 4:09
7. Madonna – Another Suitcase in Another Hall – 3:33
8. Madonna, Antonio Banderas – Goodnight and Thank You – 4:18
9. Antonio Banderas – The Lady's Got Potential – 4:24
10. Jimmy Nail, Jonathan Pryce, Antonio Banderas, Madonna – Charity Concert / The Art of the Possible – 2:33
11. Madonna, Jonathan Pryce – I'd Be Surprisingly Good for You – 4:18
12. Madonna, Andrea Corr, Jonathan Pryce – Hello and Goodbye – 1:46
13. Antonio Banderas, Madonna – Peron's Latest Flame – 5:01
14. Madonna, Jonathan Pryce, Antonio Banderas – A New Argentina – 8:13

#### CD 2
1. Jonathan Pryce – On the Balcony of the Casa Rosada (Part 1) – 1:20
2. Madonna – Don't Cry for Me Argentina – 5:31
3. Madonna – On the Balcony of the Casa Rosada (Part 2) – 2:00
4. Antonio Banderas, Madonna – High Flying, Adored – 3:32
5. Madonna – Rainbow High – 2:26
6. Antonio Banderas, Gary Brooker, Peter Polycarpou, Jonathan Pryce, Madonna, John Gower – Rainbow Tour – 4:56
7. Madonna, Antonio Banderas – The Actress Hasn't Learned the Lines (You'd Like to Hear) – 2:31
8. Antonio Banderas – And the Money Kept Rolling In (And Out) – 3:53
9. Madonna – Partido Feminista – 1:40
10. Jonathan Pryce – She Is a Diamond – 1:39
11. Santa Evita – 2:30
12. Madonna, Antonio Banderas – Waltz for Eva and Che – 4:31
13. Madonna, Jonathan Pryce – Your Little Body's Slowly Breaking Down – 1:24
14. Madonna – You Must Love Me – 2:50
15. Madonna – Eva's Final Broadcast – 3:05
16. Latin Chant – 2:11
17. Madonna, Antonio Banderas – Lament – 5:17

### Evita: Music from the Motion Picture
1. Requiem for Evita – 4:17
2. Antonio Banderas, Madonna – Oh What a Circus – 5:44
3. Jimmy Nail – On This Night of a Thousand Stars – 2:23
4. Madonna, Jimmy Nail, Antonio Banderas, Julian Littman – Eva and Magaldi / Eva Beware of the City – 5:20
5. Madonna – Buenos Aires – 4:08
6. Madonna – Another Suitcase in Another Hall – 3:32
7. Madonna, Antonio Banderas – Goodnight and Thank You – 4:17
8. Madonna, Jonathan Pryce – I'd Be Surprisingly Good for You – 4:17
9. Antonio Banderas, Madonna – Peron's Latest Flame – 5:17
10. Madonna, Jonathan Pryce, Antonio Banderas – A New Argentina – 4:16
11. Madonna – Don't Cry for Me Argentina – 5:34
12. Antonio Banderas, Madonna – High Flying, Adored – 3:31
13. Madonna – Rainbow High – 2:27
14. Antonio Banderas – And the Money Kept Rolling In (And Out) – 3:47
15. Jonathan Pryce – She Is a Diamond – 1:39
16. Madonna, Antonio Banderas – Waltz for Eva and Che – 4:12
17. Madonna – You Must Love Me – 2:50
18. Madonna – Eva's Final Broadcast – 5:15
19. Madonna, Antonio Banderas – Lament – 4:10

## Classifiche

### Classifiche settimanali
| Classifica (1996–97) | Posizione massima |
| -------------------- | ----------------- |
| Argentina            | 6                 |
| Australia            | 5                 |
| Australia (2CD)      | 35                |
| Austria              | 1                 |
| Belgio (Fiandre)     | 1                 |
| Belgio (Vallonia)    | 1                 |
| Canada               | 5                 |
| Canada (1CD)         | 91                |
| Danimarca            | 4                 |
| Estonia              | 2                 |
| Finlandia            | 17                |
| Francia              | 2                 |
| Germania             | 2                 |
| Giappone             | 21                |
| Grecia               | 1                 |
| Italia               | 2                 |
| Irlanda              | 1                 |
| Malaysia             | 4                 |
| Nuova Zelanda        | 6                 |
| Norvegia             | 3                 |
| Paesi Bassi          | 6                 |
| Portogallo           | 4                 |
| Repubblica Ceca      | 1                 |
| Scozia               | 1                 |
| Singapore            | 2                 |
| Spagna               | 16                |
| Svezia               | 5                 |
| Svizzera             | 1                 |
| Regno Unito          | 1                 |
| Stati Uniti (2CD)    | 2                 |
| Stati Uniti (1CD)    | 167               |
| Ungheria             | 2                 |
| Uruguay              | 5                 |

### Classifiche di fine anno
| Classifica (1996) | Posizione |
| ----------------- | --------- |
| Australia         | 86        |
| Regno Unito       | 45        |
| Classifica (1997) | Posizione |
| Australia         | 49        |
| Austria           | 4         |
| Canada            | 65        |
| Danimarca         | 15        |
| Paesi Bassi       | 27        |
| Germania          | 13        |
| Nuova Zelanda     | 40        |
| Regno Unito       | 23        |
| Stati Uniti       | 26        |
| Svezia            | 89        |
| Svizzera          | 12        |